# Nakło nad Notecią (gromada)
Nakło nad Notecią (lub Nakło n. Notecią) – dawna gromada, czyli najmniejsza jednostka podziału terytorialnego Polskiej Rzeczypospolitej Ludowej w latach 1954–1972.
Gromady, z gromadzkimi radami narodowymi (GRN) jako organami władzy najniższego stopnia na wsi, funkcjonowały od reformy reorganizującej administrację wiejską przeprowadzonej jesienią 1954 do momentu ich zniesienia z dniem 1 stycznia 1973, tym samym wypierając organizację gminną w latach 1954–1972.
Gromadę Nakło n. Notecią z siedzibą GRN w mieście Nakle n. Notecią (nie wchodzącym w jej skład) utworzono 1 stycznia 1958 w powiecie wyrzyskim w woj. bydgoskim z obszarów zniesionych gromad Karnowo i Karnówko w tymże powiecie; równocześnie do gromady Nakło n. Notecią włączono też wsie Olszewka i Lubaszcz ze zniesionej gromady Śmielin w tymże powiecie. Dla gromady ustalono 25 członków gromadzkiej rady narodowej.
31 grudnia 1959 do gromady Nakło nad Notecią włączono wieś Małocin ze zniesionej gromady Dębowo w tymże powiecie.
W 1961 roku gromada miała 25 członków gromadzkiej rady narodowej.
31 grudnia 1961 z gromady Nakło n/Notecią wyłączono sołectwo Kosowo, włączając je do gromady Mrocza w tymże powiecie; do gromady Nakło n/Notecią włączono natomiast obszar zniesionej gromady Paterek w tymże powiecie.
1 stycznia 1969 z gromady Nakło nad Notecią wyłączono grunty o powierzchni ogólnej 45,34 ha, włączając je do miasta Nakło nad Notecią w tymże powiecie; do gromady Nakło nad Notecią z Nakła nad Notecią włączono natomiast grunty rolne o powierzchni ogólnej 1.391,28 ha.
1 stycznia 1972 z gromady Nakło nad Notecią wyłączono część terenów osady Zanotecie o powierzchni ogólnej 16,89 ha, włączając je do miasta Nakło nad Notecią w tymże powiecie.
Gromada przetrwała do końca 1972 roku, czyli do kolejnej reformy gminnej. 1 stycznia 1973 w powiecie wyrzyskim reaktywowano zniesioną w 1954 roku gminę Nakło nad Notecią (do 1954 gmina nosiła nazwę Nakło).